# PERSONZ ULTIMATE HITS〜BAIDIS YEARS〜
『PERSONZ ULTIMATE HITS〜BAIDIS YEARS〜』（パーソンズ・アルティメット・ヒッツ バイディス・イヤーズ）は、日本のロックバンド、PERSONZの6枚目のベスト・アルバムである。

## 概要
結成25周年記念のベスト・アルバム。DVDには初商品化の貴重映像が収録されている。JILLによる当時の思い出コメント付。

## 収録曲

### CD
1. Midnight Teenage Shuffle （from PERSONZ）
（作詞：JILL / 作曲：本田毅 / 編曲：PERSONZ）
2. Lucky Star （from PERSONZ）
（作詞：JILL / 作曲：本田毅 / 編曲：PERSONZ）
3. Freedom World （from PERSONZ）
（作詞：JILL / 作曲：渡辺貢 / 編曲：PERSONZ）
4. CAN'T STOP THE LOVE （from MODERN BOOGIE）
（作詞：JILL / 作曲：渡辺貢 / 編曲：PERSONZ）
5. BE HAPPY （from MODERN BOOGIE）
（作詞：JILL / 作曲：渡辺貢 / 編曲：PERSONZ）
6. DEAR FRIENDS （from DEAR FRIENDS…Single Ver.）
（作詞：JILL / 作曲：渡辺貢 / 編曲：PERSONZ）
7. BELIEVE （from DEAR FRIENDS…English Ver.）
（作詞：JILL / 作曲：本田毅 / 編曲：PERSONZ）
8. MIGHTY BOYS - MIGHTY GIRLS （from NO MORE TEARS）
（作詞：JILL / 作曲：本田毅 / 編曲：PERSONZ）
9. 7COLORS（Over The Rainbow） （from NO MORE TEARS）
（作詞：JILL / 作曲：渡辺貢 / 編曲：PERSONZ）
10. Fallin' Angel～嘆きの天使～ （from DREAMERS ONLY）
（作詞：JILL / 作曲：渡辺貢 / 編曲：PERSONZ）
11. Dreamers （from DREAMERS ONLY）
（作詞：JILL / 作曲：渡辺貢 / 編曲：PERSONZ）
12. Lonesome Paradise （from DREAMERS ONLY）
（作詞：JILL / 作曲：渡辺貢 / 編曲：PERSONZ）
13. Singin' In The Rain （from DREAMERS ONLY）
（作詞：JILL / 作曲：渡辺貢 / 編曲：PERSONZ）
14. PRECIOUS LOVE （from PRECIOUS?）
（作詞：JILL / 作曲：渡辺貢 / 編曲：PERSONZ）
15. PRIVATE REVOLUTION （from PRECIOUS?）
（作詞：JILL / 作曲：渡辺貢 / 編曲：PERSONZ）
16. CELEBRATE SONG（祝福の歌） （from MOVE）
（作詞：JILL / 作曲：渡辺貢 / 編曲：PERSONZ）

### DVD
1. DEAR FRIENDS
（新宿LOFT / 1985.12.4）
2. 7COLORS（Over The Rainbow）
（日比谷野外大音楽堂 / 1989.5.22） ゲスト：リアクション・ヤス
3. BIG COUNTRY
（中野サンプラザ / 1989.6.29）
4. Freedom World
（中野サンプラザ / 1989.6.29）
5. MIGHTY BOYS - MIGHTY GIRLS
（蒜山ハイランド / 1989.7.30）
6. Fallin' Angel～嘆きの天使～
（日本武道館 / 1991.5.15）
7. Dreamers
（日本武道館 / 1991.5.15）
8. 誰かがあなたを愛してる
（神奈川県民ホール / 1992.5.25）
9. 恋をしよう
（神奈川県民ホール / 1992.5.25）

## 品番
- CD:TECI-1269